# Nesuchyně

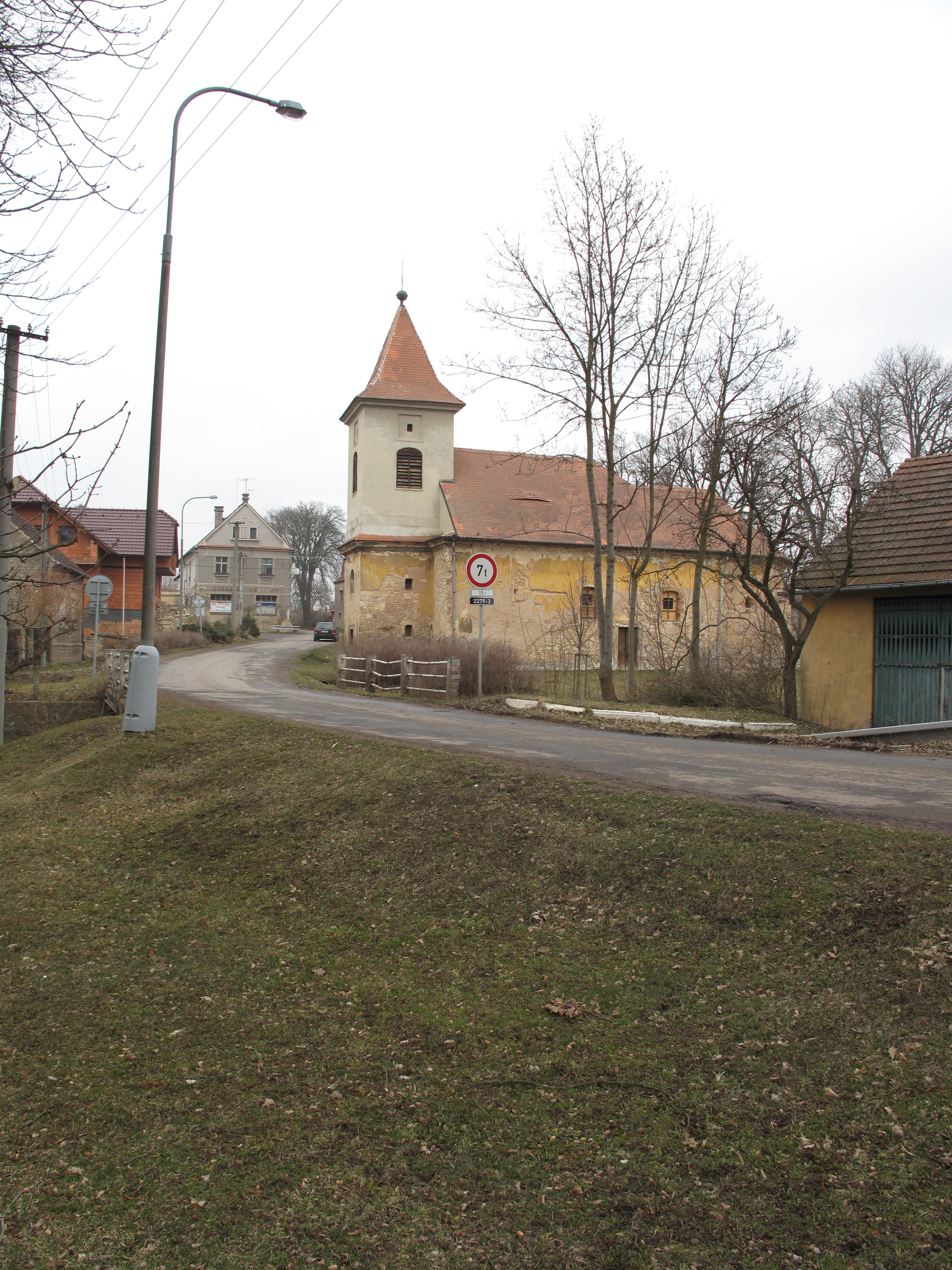
Kirche St. Margarethen

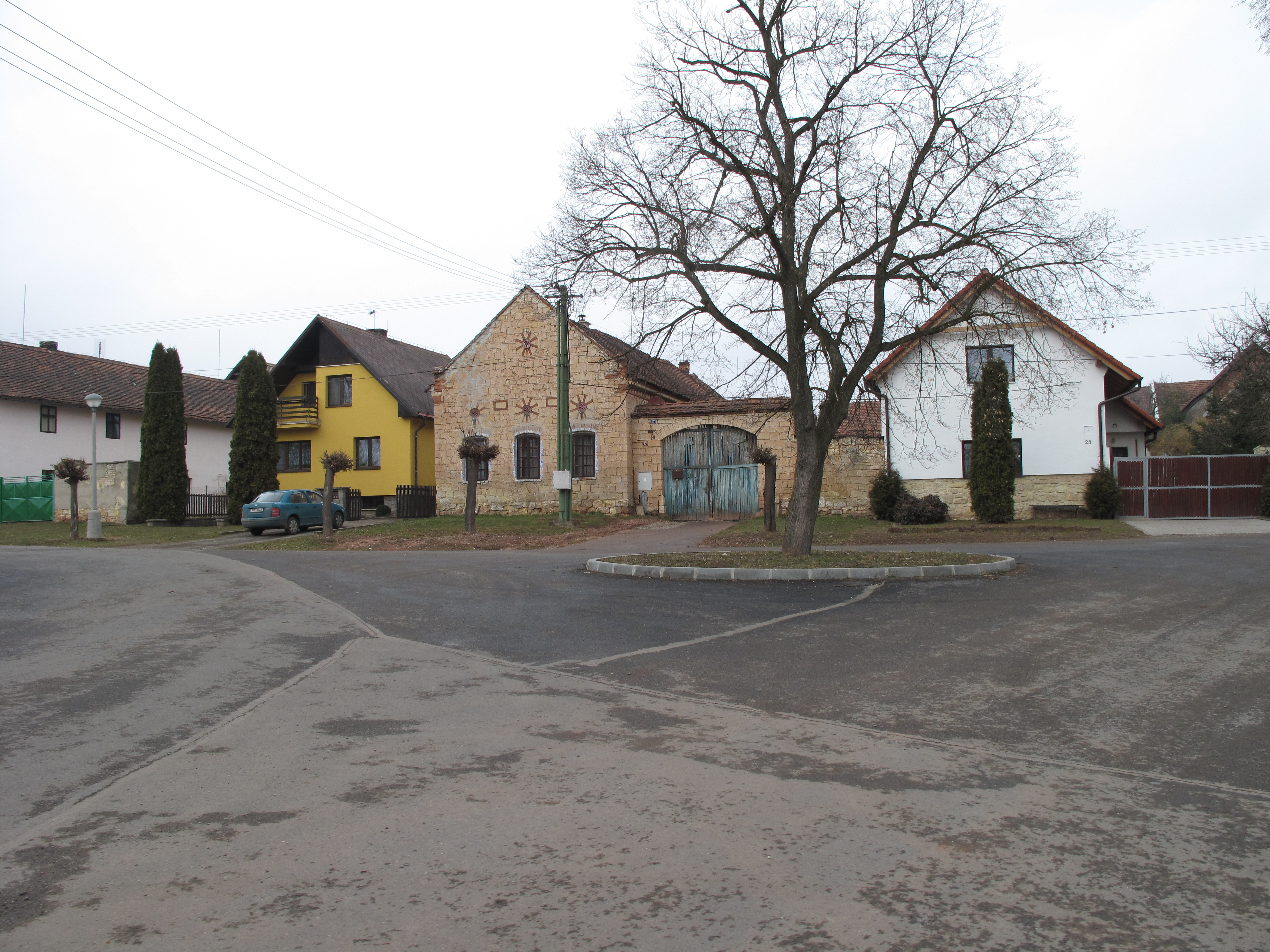
Aus Pläner errichtetes Gehöft am Dorfplatz

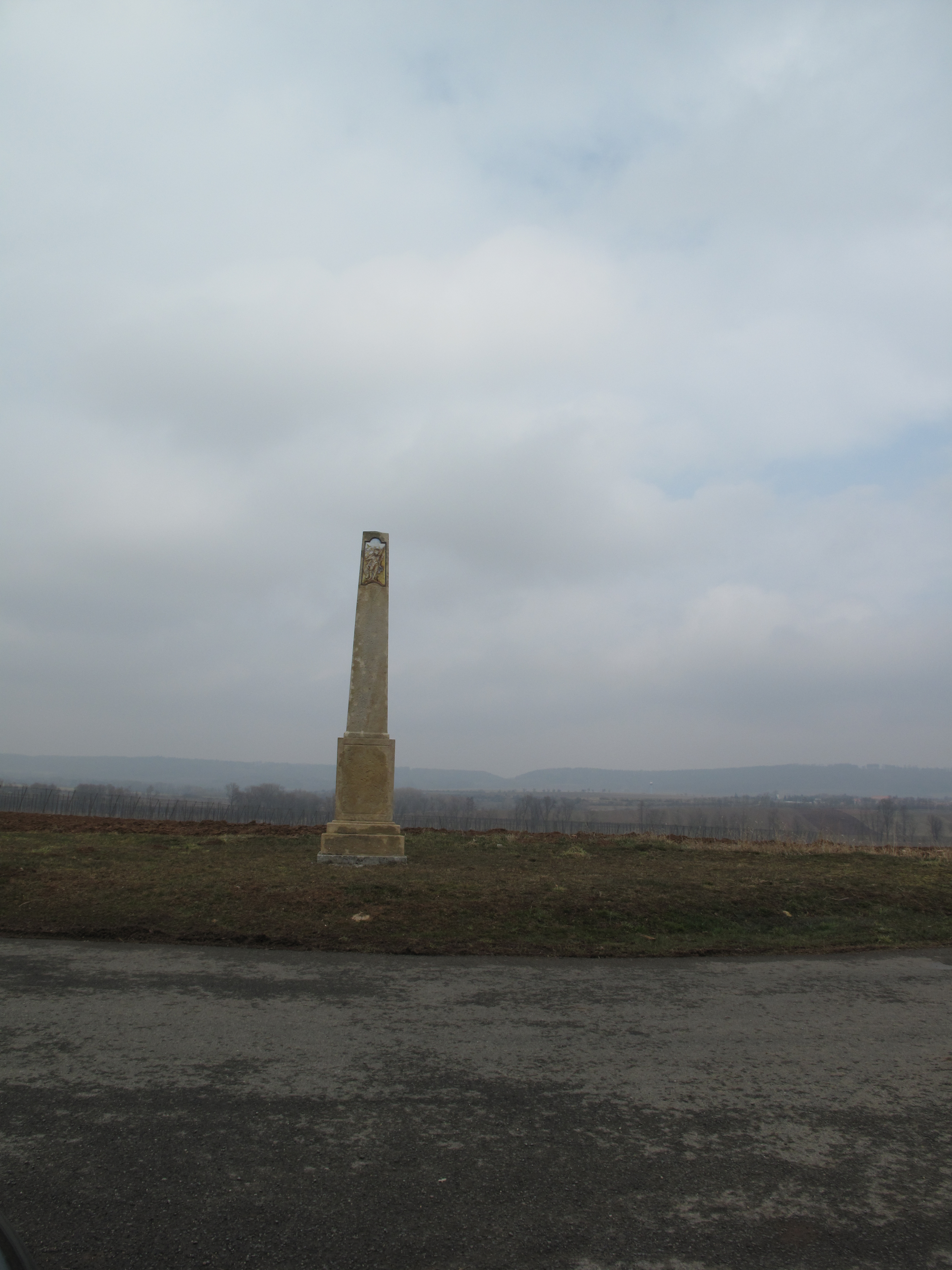
St. Laurentius-Obelisk

Nesuchyně, bis 1924 Nesuchyň (deutsch Nesuchin) ist eine Gemeinde in Tschechien. Sie liegt neun Kilometer nordwestlich von Rakovník und gehört zum Okres Rakovník.

## Geographie
Nesuchyně befindet sich am Übergang von der Rakovnická kotlina (Rakonitzer Kessel) zum Džbán (Krugwald) in der Talmulde des Baches Nesuchyňský potok. Nördlich erheben sich der Pískový vrch (526 m) und die Zadní Rovina (524 m), im Nordosten der Džbán (536 m), östlich die Amálie (454 m) und der Louštín (536 m), im Süden der Kozlov (511 m), westlich die Zadní Houlice (420 m) und im Nordwesten der Na Rovinách (431 m). Südlich des Dorfes verläuft die Straße I/6 / E 48 zwischen Prag und Karlsbad. Im Osten führt die Bahnstrecke Praha–Chomutov an dem Dorf vorbei, westlich die Bahnstrecke Rakovník–Louny.
Nachbarorte sind Kounov, Pnětluky, Domoušice und Perun im Norden, Mutějovice, Kroučová, Na Ratislavu und Bulantovna im Nordosten, Hředle, Řevničov und Krupá im Osten, Lužná II, Lišany, Podhůeka und Ovčín im Südosten, Rozvodna, Olešná, Bory, V Kozlově und Nový Dvůr im Süden, Kněževes, Rozkoš und Hořesedly im Südwesten, Veclov und Vlkov im Westen sowie Svojetín, Povlčín und Milostín im Nordwesten.

## Geschichte
Die erste schriftliche Erwähnung des Dorfes erfolgte 1316 als Sitz des Ditricus de Nesuchynye. Der Ort wurde als Platzdorf angelegt. Seit 1355 ist eine Pfarrkirche nachweislich. Später wurde das Dorf  Teil der königlichen Herrschaft Kruschowitz. 1684 wurde die Pfarre Nesuchin aufgehoben und die Kirche zu Filiale von Mutiowitz. Im Jahre 1685 verkaufte Leopold I. die Kronherrschaften Kruschowitz und Pürglitz für 400.000 Gulden an Ernst Joseph Graf von Waldstein. 1731 vererbte Johann Joseph Graf von Waldstein beide Herrschaften an seine Tochter und Universalerbin Maria Anna Fürstin zu Fürstenberg. Im Jahre 1756 vereinigte sie die Herrschaften Kruschowitz und Pürglitz testamentarisch mit dem Gut Nischburg zu einem Familienfideikommiss von 400.000 Gulden. Die eine Hälfte des Erbes fiel ihren Söhnen Joseph Wenzel zu Fürstenberg-Stühlingen und Karl Egon I. zu Fürstenberg zu, die andere ihren Töchtern Henriette Fürstin von Thurn und Taxis und Maria Theresia zu Fürstenberg. Als Fideikommisserben setzte sie ihren zweitgeborenen Sohn Karl Egon I. ein, der durch Ausgleich auch die Anteile seiner Geschwister erwarb.  Nach dem Tode von Karl Egon I. erbte 1787 dessen ältester Sohn Philipp Fürst zu Fürstenberg († 1790) den Besitz, ihm folgten seine Kinder Karl Gabriel zu Fürstenberg († 1799) und Leopoldine Prinzessin von Hessen-Rothenburg-Rheinfels. 1803 verzichteten die weiblichen Erben in einem Familienvergleich zugunsten des minderjährigen Karl Egon II. zu Fürstenberg und der fürstlichen und landgräflichen Häuser Fürstenberg; als Verwalter wurde bis zu dessen Volljährigkeit im Jahre 1817 Joachim Egon Landgraf von Fürstenberg eingesetzt. Im 19. Jahrhundert begann die Bebauung des Dorfplatzes mit Chaluppen.
Im Jahre 1843 bestand Nesuchin aus 58 Häusern mit 570  Einwohnern. Im Ort gab es eine Filialkirche und eine von der Gemeinde dotierte Schule. Die Haupterwerbsquelle bildete der Hopfenbau. Pfarrort war Mutiowitz. Bis zur Mitte des 19. Jahrhunderts blieb Nesuchin der zum Familienfideikommiss Pürglitz gehörigen Herrschaft Kruschowitz samt den Lehngütern Wschetat und Panaschow-Augezd untertänig.
Nach der Aufhebung der Patrimonialherrschaften bildete Nesuchyň / Nesuchin ab 1850 eine Gemeinde im Bezirk und Gerichtsbezirk Rakonitz. Nach dem Tode des Karl Egon II. zu Fürstenberg erbte 1854 dessen zweitgeborener Sohn Max Egon I. die Pürglitzer Güter. 1929 verkaufte die Familie Fürstenberg ihre Pürglitzer Güter an den tschechoslowakischen Staat. Im Jahre 1932 lebten in Nesuchyně 839 Personen. Nesuchyně ist ein traditionelles Hopfenbaugebiet und wird von ausgedehnten Hopfenfeldern umgeben. In den 164 Häusern des Dorfes leben 430 Menschen. Nesuchyně ist Mitglied des Gemeindeverbandes Mikroregion Poddžbánsko.

## Gemeindegliederung
Für die Gemeinde Nesuchyně sind keine Ortsteile ausgewiesen. Zu Nesuchyně gehört die Einschicht V Kozlově.

## Sehenswürdigkeiten
- Kirche St. Margarethen auf dem Dorfplatz, sie wurde zum Ende des 15. Jahrhunderts an Stelle eines Vorgängerbaus im spätgotischen Stil errichtet. Das barocke Schiff und der Turm stammen vom Beginn des 18. Jahrhunderts.
- Dorfplatz, er hat eine Ausdehnung von 500 × 150 Metern und wird vom Nesuchyňský potok durchflossen. Auf dem Platz befinden sich zwei Teiche. Umgeben wird er von Bauerngütern, die zumeist mit der Giebelseiten zum Platz stehen. Einige der Häuser sind aus Pläner erbaut. Der ursprünglich unbewachsene Platz wurde später zur Verschönerung begrünt, südliche Teil des Platzes an den Teichen ist mit mächtigen Laubbäumen bestanden und hat den Charakter eines Parks.
- Friedhof, südlich außerhalb des Dorfes
- Obelisk für den Schutzpatron der Hopfenbauern, Laurentius von Rom, am nördlichen Ortsausgang

## Söhne und Töchter der Gemeinde
- Miroslav Klůc (1922–2012), Eishockeyspieler